# Ditepalanthus malagasicus
Ditepalanthus malagasicus är en tvåhjärtbladig växtart som först beskrevs av Jumelle och H. Perrier, och fick sitt nu gällande namn av Folke Fagerlind. Ditepalanthus malagasicus ingår i släktet Ditepalanthus och familjen Balanophoraceae. Inga underarter finns listade i Catalogue of Life.